# يوريكو شيما
يوريكو شيما (島 由理子) هو لاعب كرة قدم. ولعبت مع منتخب اليابان لكرة القدم للسيدات.